# Felipe Canga-Argüelles y Ventades
Felipe Canga-Argüelles y Ventades (València, 1805 - 25 de gener de 1863) fou un metge, polític i historiador espanyol, membre de la Reial Acadèmia de la Història.

## Biografia
Era fill del polític José Canga Argüelles i va néixer a València. Estudià medicina a la Universitat d'Oviedo, d'on hagué d'exiliar-se amb el seu pare a Londres amb l'arribada dels Cent Mil Fills de Sant Lluís el 1823. En 1827 es va casar amb Josefa Dolores de Villalba e Irazabal. Un cop llicenciat, tornà a Oviedo en 1832, on va exercir de metge i per on fou elegit diputat a les Corts Espanyoles en 1844, 1846, 1850, 1851 i 1853.
Va ser governador civil de Granada en 1840 i vicepresident del Congrés dels Diputats en 1851. En 1852 va ser admès com a acadèmic de la Reial Acadèmia de la Història També va col·laborar al diari El Español de Madrid. El 10 de desembre de 1852 va obtenir de la reina Isabel II d'Espanya el comtat de Canga Argüelles. Va rebre també la gran creu de l'Orde de Carles III.

## Obres
- Influencia de los institutos religiosos en los adelantos de la historia (Madrid, 1852)
- Exposición elevada a S. M. la Reina nuestra señora... (Madrid, 1852)
- Contestación a los cargos dirigidos a la Compañía del Ferrocarril de Langreo por el señor marqués de Duero en la sesión del Senado del 7 de abril de 1853 (Madrid, 1853)